# Tire Me
Tire Me is een single van Rage Against the Machine uit 1996. Het is de derde single van het album Evil Empire, alhoewel er geen videoclip van is gemaakt en nooit airplay heeft gekend.
Tire Me gaat, net zoals Vietnow en Without a Face, over de onderdrukking van het imperialisme die de mens heeft moeten ondergaan. Zack de la Rocha vermeldde dat dit nummer ook geschreven is om de dood van Richard Nixon (in 1994) te vieren.
In 1997 wordt het nummer genomineerd voor de Grammy Awards in de categorie Best Metal Performance. Bulls on Parade wordt tegelijkertijd genomineerd voor Best Hard Rock Performance. Uiteindelijk wint alleen Tire Me de Grammy. Een remix van Tire Me wordt gebruikt in de film Higher Learning.